# 월드 에어웨이스
월드 에어웨이스(영어: World Airways)는 미국의 화물 항공사이자 전세 항공사로 본사는 미국 조지아주 피치트리에 위치해 있으며 1948년에 설립했다. 또한 사용하고 있는 허브 공항으로 탬파 국제공항이 있으며 계열사는 미국의 지주 항공사인 마틴 프리텐슨과 글로벌 에이비에이션 홀딩스가 있다.

## 역사
1948년에 벤자민 페퍼와 에드워드 데일리에 의해 설립되어 최초로 더글러스 DC-4를 도입해 운항을 시작했다.
그 후 기종을 추가로 늘렸다. 1960년대에 다른 항공사와 마찬가지로 보잉 707과 보잉 727등 대형 제트 여객기를 보유하고 있으며 부정기 여객 항공편을 많이 운항했다. 이 중 보잉 727의 경우 1969년부터 1971년까지 일본항공에 임대했다.
베트남 전쟁이 시작 되면서 군사 수송을 실시한다. 1970년대에 3대의 보잉 747을 도입했다. 1980년대 맥도넬더글러스 DC-10를 도입해 정기 여객 운항을 시도하지만 손님 부족과 동시에 보스턴 로건 국제공항에서 난파 사고이 발생하여 정기 여객 항공편 운항은 실패로 끝난다.
걸프 전쟁이 시작 되면서 월드 에어웨이즈는 군사 수송을 시작하기 위해 맥도넬더글러스 MD-11를 도입했다.
현재는 3발 엔진의 맥도넬더글러스 MD-11, 맥도넬더글러스 MD-11F 기종과 보잉 747-400BDSF의 와이드 보디기로 기재 구성되어 있으며 여객 항공편의 경우 많은 군사 수송을 했으나 2014년 3월 27일에 운항이 중단되었다.

## 보유 기종

### 당시 운용했던 기종
- 2011년 11월 기준으로 월드 에어웨이즈는 다음과 같은 기종을 보유하고 있으며 평균 기령은 19.5년이다.[2]

## 사건 및 사고
- 월드 에어웨이스 30편

## 같이 보기
- 미국의 없어진 항공사 목록

## 사진

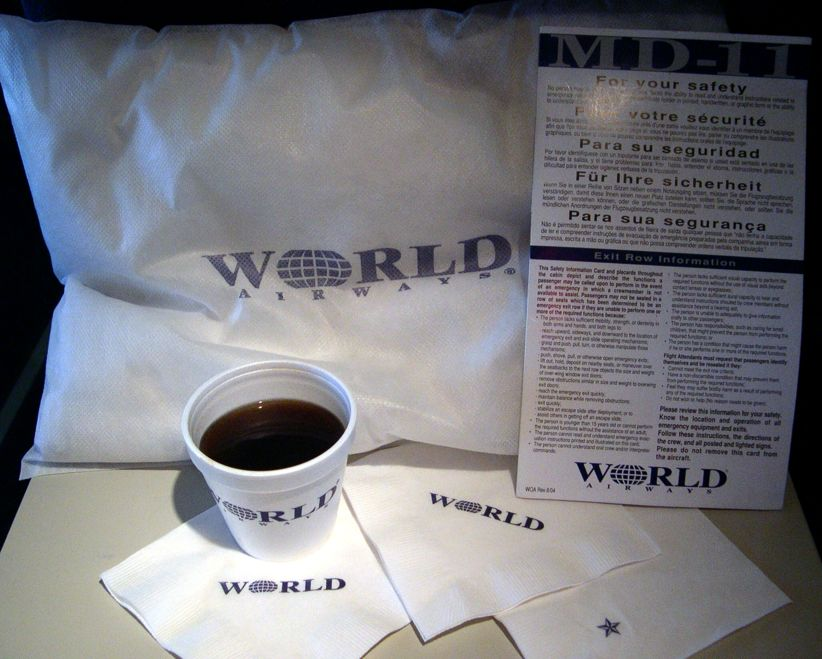
월드 에어웨이스의 제품
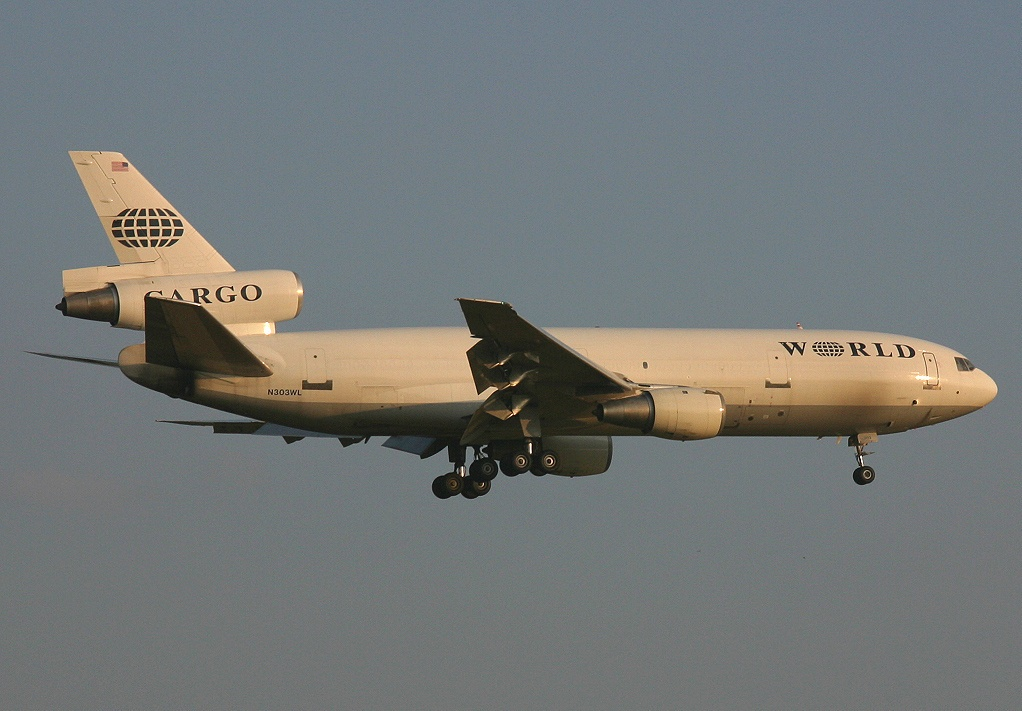
월드 에어웨이스의 맥도넬더글러스 DC-10F (퇴역)
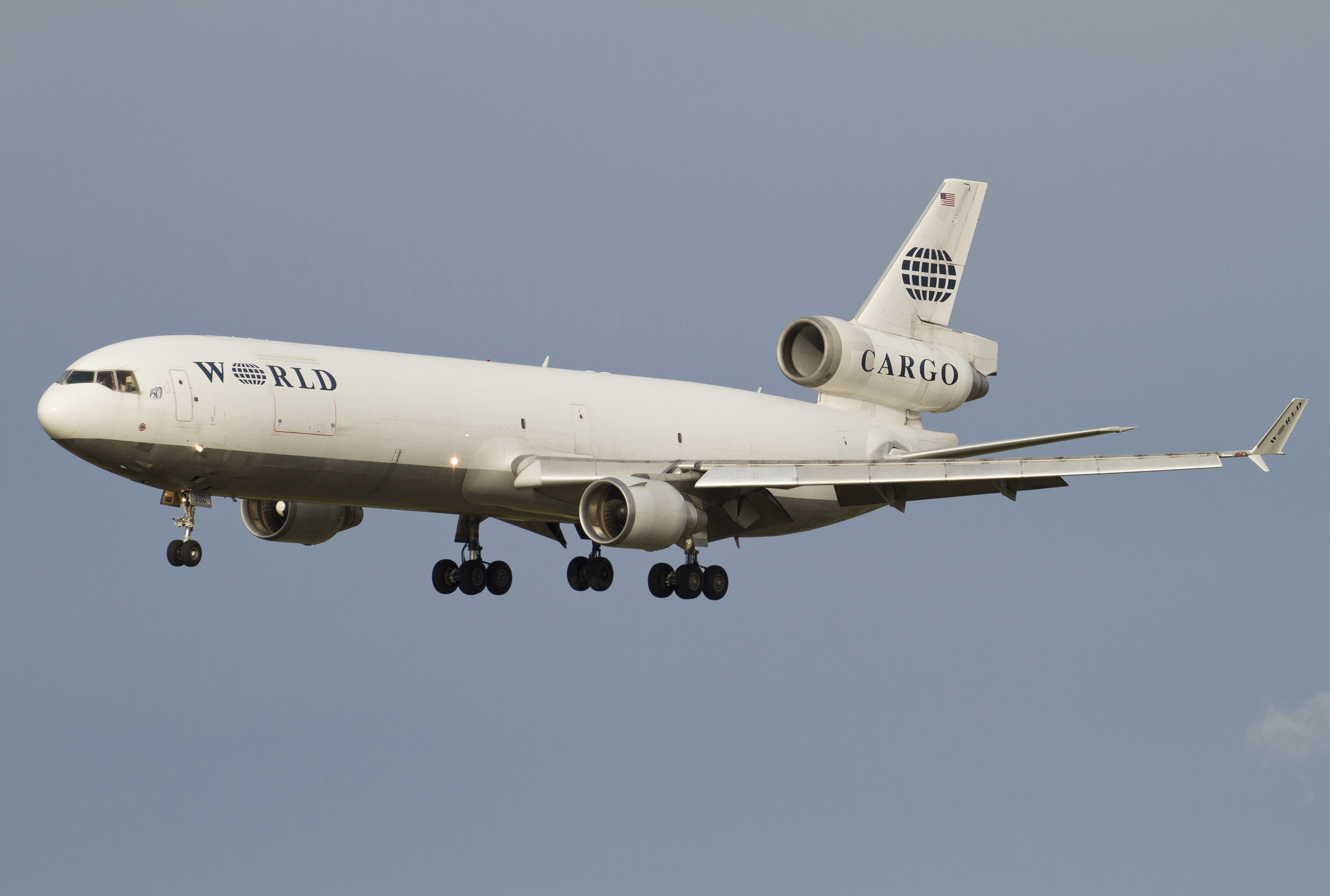
월드 에어웨이스의 맥도넬더글러스 MD-11F (퇴역)
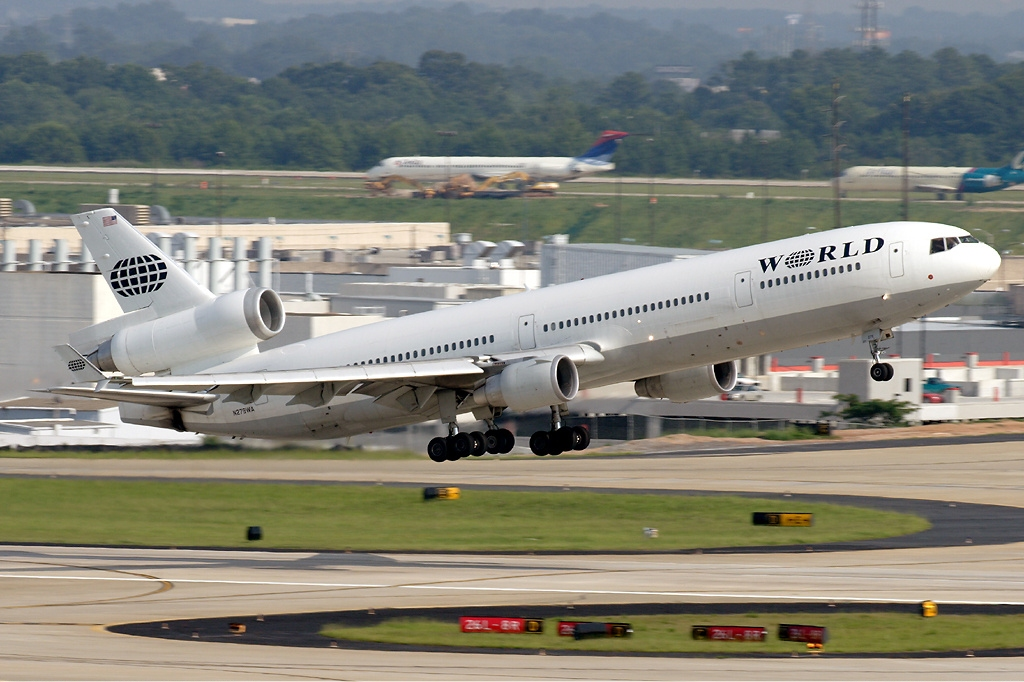
월드 에어웨이스의 맥도넬더글러스 MD-11 (퇴역)
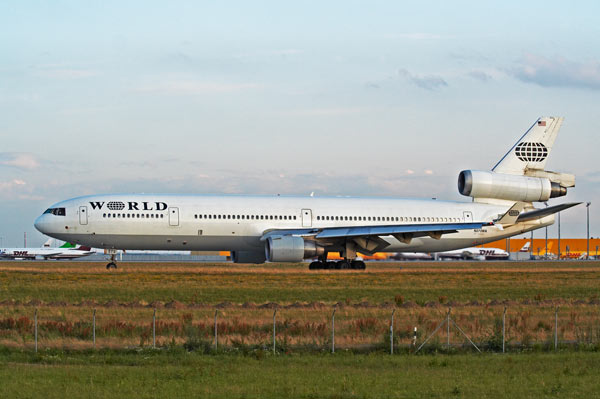
월드 에어웨이스의 맥도넬더글러스 MD-11 (퇴역)